# Discurso de Marburgo

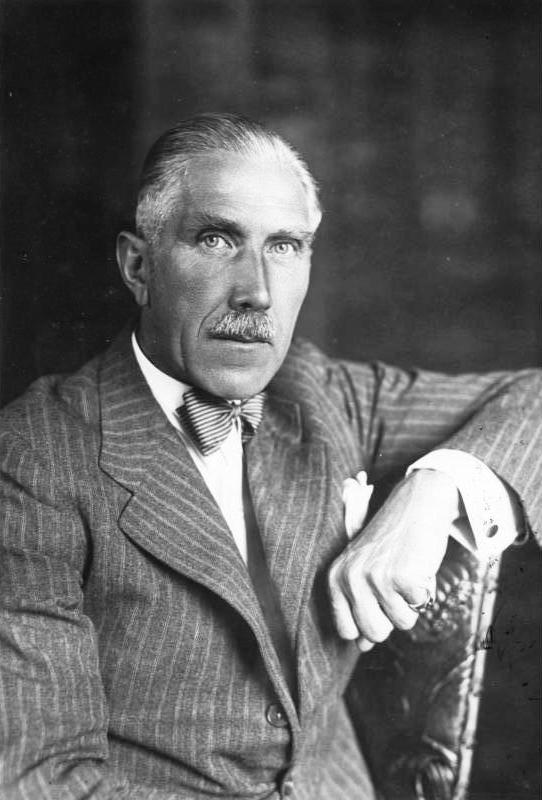
Retrato de Franz von Papen.

El discurso de Marburgo (die Marburger Rede en alemán) fue una perorata que dio el vicecanciller alemán Franz von Papen en la Universidad de Marburgo el 17 de junio de 1934. Se dice que este discurso fue el último en Alemania en hacer propaganda contra el nazismo.
Von Papen, alentado por el presidente Paul von Hindenburg, habló públicamente sobre los excesos del régimen nazi, cuya subida al poder 17 meses antes, al ser nombrado Adolf Hitler canciller de Alemania, había sido no muy bien vista por von Papen. El discurso de Marburgo pedía el final del terror nazi y una segunda revolución dirigida contra la Sturmabteilung (SA) para volver a la dignidad de la libertad.
El discurso fue escrito por Edgar Julius Jung, un cercano ayudante de von Papen, con ayuda de Herbert von Bose, el secretario de von Papen, y Erich Klausener. Fue pronunciado en el Landgrafenhaus, un edificio neobarroco, de los años 20, de la universidad.
El discurso enfureció enormemente a Hitler, y el Ministro de Propaganda Joseph Goebbels intentó impedir la reunión. Enfadado por el bloqueo de la publicación del discurso, von Papen insistió y habló en nombre de Hindenburg amenazando con dimitir.
Dos semanas después, en la Noche de los cuchillos largos, las SS y la Gestapo asesinaron a los enemigos de Hitler dentro del partido nazi y a varios de los asociados que podían poner en peligro su poder. Durante esta purga, Jung, von Bose y Klausener fueron asesinados. La oficina de von Papen fue saqueada y él fue arrestado. Sin embargo, Hitler le perdonó la vida y von Papen dimitió. Se mantuvo al servicio de la Alemania nazi como diplomático hasta 1944.